# Cama eléctrica

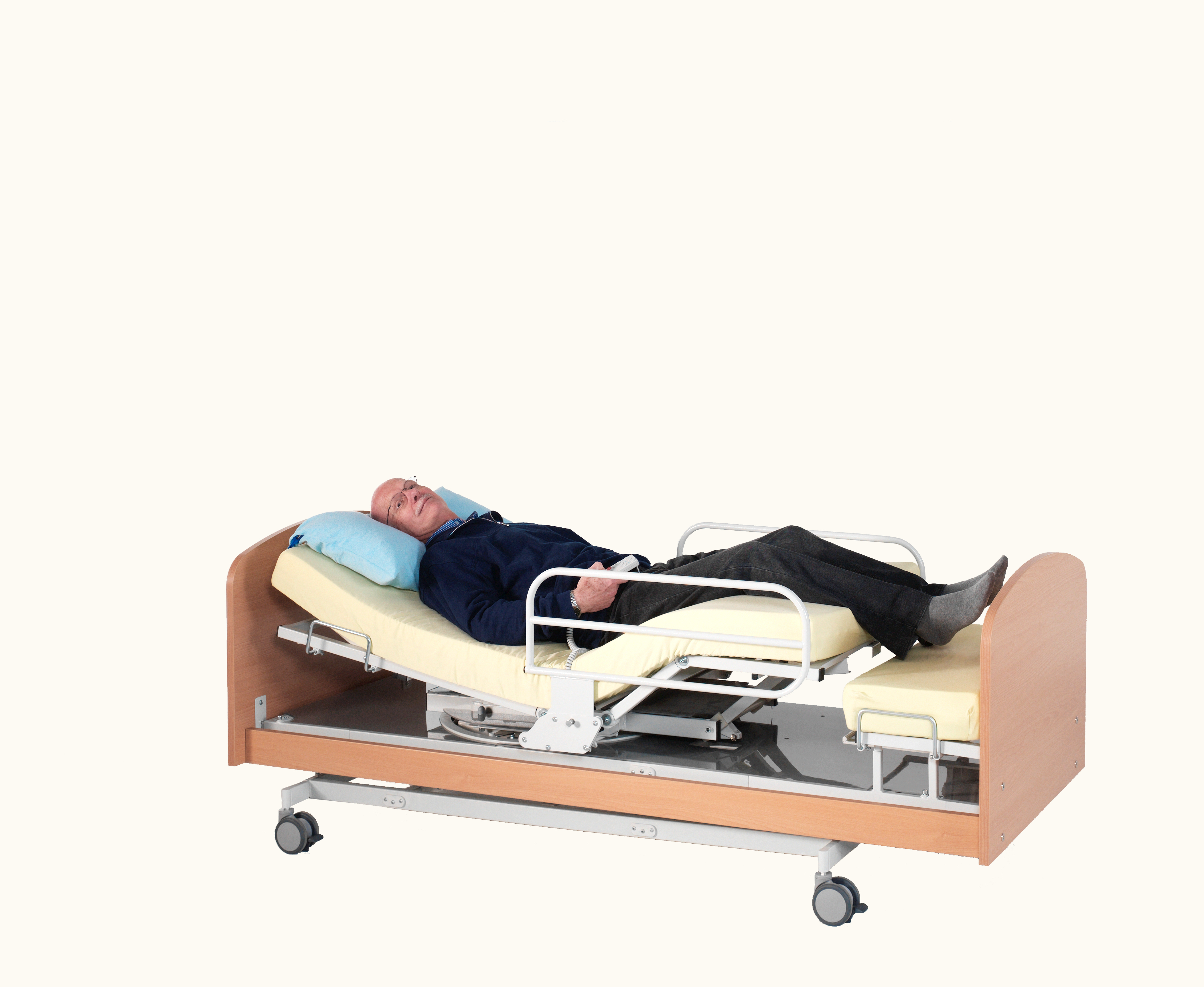
Cama eléctrica

Una cama eléctrica es un tipo de cama articulada que incorpora un motor eléctrico para conferirle movimiento. La cama eléctrica es un mueble que se utiliza para conseguir diferentes posiciones de descanso sin necesidad de manipularla de forma manual. Es un modelo habitual en los hospitales en los que se usa para colocar a los enfermos en posición sedente tanto para comer como para ver la televisión o conversar. En la actualidad, también se considera una cama de gama alta para el disfrute en los hogares como fórmula de confort al poder regular el ángulo de inclinación de la cabeza, cuerpo y el ajuste de las piernas. 
Consta de un somier de malla o láminas articulado y de un motor de baja tensión que se manipula por medio de un mando con cable. Se combina con colchones de materiales flexibles como el látex o la espuma de poliuretano. 
En el mercado se encuentran diferentes modelos que varían en función de sus características de robustez y sus dimensiones. En función del número de posiciones que proporcionan, se distinguen los siguientes tipos: 
- Cama de dos planos. Con una sola articulación, tan solo se mueve el segmento del tronco y la cabeza quedando fijo el de las piernas. Se usa para facilitar la incoroporación en el lecho.
- Cama de tres planos. Con dos articulaciones, se mueven tanto el segmento del tronco como el de las piernas quedando fijo el plano de las caderas. Permite diversas posiciones: 
  - sentado para leer, comer o ver la televisión
  - con las piernas elevadas para facilitar el retorno de la circulación
  - sentado y con las piernas elevadas
- Cama de cuatro planos. Consta de tres articulaciones. Se diferencia del anterior en que el segmento de las piernas tiene un doble movimiento, vertical de la rodilla a la cadera y horizontal en la parte inferior del cuerpo. De este modo, se alcanza una mejor posición de descanso al permitir doblar las piernas en la posición de sentado.

## Medidas
Las medidas de las camas eléctricas habitualmente son las básicas de las camas estándar: 80, 90 o 105 cm de ancho para lechos individuales, con longitud de 190 o 200 cm. Las camas de matrimonio suelen tener lechos independientes con motores individuales.

## Partes de una cama eléctrica
Una cama eléctrica se compone, por lo general, de los siguientes elementos:
- Base de la cama, habitualmente un somier articulado con varios planos, que permiten adaptar el movimiento y transmitirlo al colchón
- Tubo exterior acerado
- Lámina vaporizada y mecanizada en los extremos (sistema de protección frente a caídas)
- Motor de elevación, con pila de seguridad, y silencioso (generador de potencia para el movimiento de la cama)
- Sistema de suspensión (transmisión del movimiento a las partes de la cama)
- Complementos (véase punto siguiente)

## Complementos
Las camas suelen incorporar como embellecedor un faldón lateral alrededor del somier, de madera o tapizado con el mismo tejido que el colchón. 
El colchón, que es específico para este tipo de cama, con un núcleo especial que permite la articulación del mismo. Estos colchones suelen ser de espumación HR con una pequeña capa de viscoelástica. En la base del colchón se encuentra un tope para evitar su deslizamiento. También pueden incluir cabecero y piecero de madera o tapizado. 
En los muebles para instituciones pueden incorporar trapecio y portasueros, barandillas deslizantes para la protección del enfermo y en algunos casos, carro elevador eléctrico. También es habitual colocar patas con ruedas para su fácil transporte.

## Ventajas de una cama eléctrica
- Aumento de la movilidad del paciente
- Mayor independencia del paciente
- Apoyo durante las comidas
- Facilidad para cambiar de lugar dentro de la casa
- Mejora la circulación sanguínea
- Menor esfuerzo
- Seguridad para el paciente
- Higienización del aparato[2]